# Saison 1938-1939 du Nîmes Olympique
Chronologie
Saison précédente
La saison 1938-1939 du Nîmes Olympique est la deuxième saison de l'histoire du club gardois en championnat de France de deuxième division. L'équipe est dirigée pour la deuxième saison consécutive par Harry Ward, qui occupe le poste d'entraîneur depuis 1937.

## Compétitions

### Matchs officiels de la saison
Le tableau ci-dessous retrace dans l'ordre chronologique les rencontres officielles jouées par le Nîmes Olympique durant la saison. Le club gardois a ainsi disputé quarante matchs de championnat et un tour de Coupe de France (dont un match à rejouer). Les buteurs sont accompagnés d'une indication sur la minute de jeu où est marqué le but et, pour certaines réalisations, sur sa nature (penalty ou contre son camp).
Le bilan général de la saison est de douze victoires, onze matchs nuls et dix-neuf défaites avec 53 buts marqués pour 86 encaissés. Les scores les plus fréquents sont le match nul 1-1 intervenus à sept reprises, la victoire 1-0 qui apparaît quatre fois à l'instar des défaites 0-1 et 0-2.
| Compétition     | Débute au tour | Place ou tour final | Matches joués | Gagnés | Nuls | Perdus | Buts pour | Buts contre | Différence |
| Division 2      | -              | 14e                 | 40            | 12     | 10   | 18     | 49        | 81          | -32        |
| Coupe de France | 5e tour        | 5e tour             | 2             | 0      | 1    | 1      | 4         | 5           | -1         |
| Total           | -              | -                   | 42            | 12     | 11   | 19     | 53        | 86          | -33        |